# Ignatievo
Ignatievo (bulharsky Игнатиево) je město ve východním Bulharsku. Nachází se 2 km západně od města Aksakovo, správního střediska stejnojmenné obštiny a žije v něm přibližně 4 300 obyvatel.

## Zeměpis
Město se nachází na jižním úpatí Frangenské plošiny, svažující se k Varenskému jezeru. Leží 15 km západně od centra Varny v nadmořské výšce 50–220 metrů. V bezprostřední blízkosti se na sever od něj nachází vesnice Dobrogled. Klima je mírně kontinentální odpovídající oblasti severního pobřeží Černého moře. Město má pouze silniční spojení. Podél jeho jižního okraje  prochází dálnice Chemus a poněkud jižněji silnice I-2.

## Dějiny
Obec byla založena patrně během osmanské nadvlády a nesla jméno Ruslar. Během krymské války (1854–55) byly v okolí rozmístěny anglické a francouzské jednotky.
Po rusko-turecké válce v letech 1877–78 se zde usadili uprchlíci z Východní Thrákie a z vesnice Karagöz v Egejské Thrákii. Zpočátku se usazovali v dolní části, blíže k Varenskému jezeru, ale mnoho lidí umíralo na infekční nemoci a později se vesnice přestěhovala do vyšší části. Ještě v roce 1896 zde byly tyto choroby stále rozšířeny. V roce 1883 byla v obci otevřena základní škola a v roce 1890 postaven kostel Svaté Trojice. V roce 1919 byla v obci zřízena nižší střední škola, ale neměla dostatek prostoru, a tak v roce 1924 místní rada postoupila školám obecní budovu s přilehlým pozemkem k výstavbě nové budovy. Nová budova byla dokončena v roce 1930 a obě místní školy se sloučily a přestěhovaly do ní. V roce 1934 byla vesnice přejmenována na Ignatievo na počest ruského diplomata Nikolaje Ignaťjeva.
Za socialismu si velká část místního obyvatelstva našla práci v továrnách ve Varně a v místním zemědělském družstvu nastal nedostatek pracovních sil. Tehdejší starosta přivedl z jiných částí Bulharska (hlavně z Dobrudži a Makedonie) do obce Bojaše. Postupem času se jejich počet zvyšoval, protože za práci v družstvu jim byly přiděleny vlastní domy a půda k obdělávání. Velká část z nich se smísila s místním obyvatelstvem, nicméně po jejich usazení vzniklo ve vesnici napětí mezi etnickými skupinami. V důsledku toho stovky lidí prodaly své domy a zahrady a usadily se ve Varně nebo Aksakově.
Nová školní budova byla postavena v roce 1983. Dne 9. března 2011 rada ministrů Bulharské republiky prohlásila Ignatievo městem.

## Obyvatelstvo
Níže uvedená tabulka ukazuje vývoj populace města od třicátých let (1934–2021):
| Rok      | 1934  | 1946  | 1956  | 1965  | 1975  | 1985  | 1992  | 2001  | 2011  | 2021  |
| Populace | 1 440 | 1 442 | 1 815 | 2 058 | 3 101 | 3 402 | 3 711 | 3 963 | 3 979 | 3 919 |

K 15. červnu 2025 ve městě žilo 4 324 obyvatel a bylo zde trvale hlášeno 4 357 obyvatel. Podle sčítání z 1. února 2011 bylo národnostní složení následující:
- Bulhaři: 2 057 (60.9 %)
- Romové: 450 (13.3 %)
- Turci: 76 (2.3 %)
- ostatní[p 4]: 794 (23.5 %)